# Baia Siena
Die Baia Siena (italienisch) ist eine 2 km breite Bucht an der Borchgrevink-Küste im ostantarktischen Viktorialand. Sie liegt 12,5 km westlich des Gipfels des Mount Melbourne zwischen den Ausläufern des Colline Ippolito im Norden und dem Edmonson Point im Süden. 
Italienische Wissenschaftler benannten sie 2006 nach der Stadt Siena, aus der zahlreiche in Antarktika tätige italienische Forscher stammen.